# Maiori
Maiori (AFI : [maˈjori], Majùrë a Campània) és un municipi italià de 5 317 habitants a la província de Salern a la Campània. El territori municipal ha estat declarat Patrimoni de la Humanitat per la UNESCO, de la mateixa manera que la resta de la costa amalfitana.

## Geografia física

### Territori
La ciutat es troba a 5 metres sobre el nivell del mar al llarg de la costa d'Amalfi, al golf de Salern, a la confluència de la riera Reginna Major. El territori municipal, que té una superfície de 16,67 km², és principalment muntanyós, incloent-hi part de les muntanyes Lattari.
Maiori té la platja més llarga de tota la costa d'Amalfi (gairebé 1 km de terra plana a causa de la inundació de 1954), caracteritzada per una sorra fosca d'origen volcànic i una platja més petita (uns 200 m), al llogaret d' Erchie com així com diverses cales més petites com Spiaggia di Glauco, Capo d'Orso o Cala Bellavia. A la zona comuna també hi ha altres llocs d'interès natural com la Cova de Pandora.

### Clima
L'estació meteorològica més propera és la de Ravello. A partir de la mitjana de referència de trenta anys 1961-1990, la temperatura mitjana del mes més fred, gener, se situa en +7,3 °C; el del mes més calorós, agost, és de +23,4 °C. Però a mesura que la temperatura puja al juliol pot arribar i superar els +40 °C.